# AppleCare
L’AppleCare est un programme d'extension de garantie payant mis en place par Apple sur certains de ses produits. Il prolonge de deux ans la période de garantie pour les MacBook et iMac, et d'un an pour les iPhone, iPod, iPad et Apple TV, et offre une assistance technique téléphonique pendant les 90 jours suivant l'achat. Depuis 2013, le service est remplacé par l'AppleCare+ sur les iPhone, plus onéreux, mais qui couvre également les dommages liés à une utilisation incorrecte du produit.
Cette extension de garantie s'inscrit dans la stratégie des services mise en place par Apple depuis la création d'Apple Music puis Apple TV+ et Apple Arcade. Réunis, les services payants d'AppleCare et d'iCloud auraient généré un chiffre d'affaires de 800 millions de dollars au quatrième trimestre 2015. En juillet 2019, lors de l'audition dans le cadre du procès de l'affaire d'anti-concurrence, Apple affirme ne pas faire de bénéfice sur les réparations de produits, bien que l'AppleCare coûte parfois plus de 15 % du prix de vente de l'iPhone.